# Barkarby (metrostation)
Barkarby is een station van de Stockholmse metro in aanbouw in de gemeente Järfälla vlak ten noordwesten van Stockholm. 

## Geschiedenis
In de herfst van 2013 sloten de gemeenten Stockholm, Nacka, Solna en Järfälla een overeenkomst voor de uitbreiding van het metronet in en rond Stockholm. Twee van de tien nieuwe stations, waaronder Barkarby, komen in de gemeente Järfälla aan de verlenging van de blauwe route van Akalla naar het spoorwegstation Barkarby.

## Aanleg
De bouw van de verlenging naar station Barkarby begon in augustus 2018 en de oplevering is gepland voor 2026. De tunnel vanaf Akalla is vier kilometer lang en Barkarby ligt via de metrolijn op 19,1 kilometer van Kungsträdgården. Het station wordt gebouwd aan het noordeinde van het perron van de Pendeltåg en krijgt twee toegangen. De ene ligt bij de spoorlijn naast het busstation en krijgt een directe verbinding met het perron van het station, de andere ligt aan de Veddestavägen bij het te bouwen ziekenhuis. De beide hallen worden met roltrappen en schuine liften verbonden met een tussenverdieping die op zijn beurt met roltrappen, vaste trappen en een lift met het perron verbonden is.   
(Barkarby) ·
(Barkarbystaden)·
Akalla ·
Husby ·
Kista · 
(Kymlinge) · 
Hallonbergen · 
Näckrosen ·
Solna centrum · 
Västra skogen · 
Stadshagen ·
Fridhemsplan · 
Rådhuset ·
T-Centralen ·
Kungsträdgården · 
(Sofia) ·
(Gullmarsplan)·  
(Slakthuset) ·
(Sockenplan) ·
(Svedmyra) ·
(Stureby) ·
(Bandhagen) ·
(Högdalen) ·
(Rågsved) ·
(Hagsätra) ·
(Älvsjö)